# Rudi Bundziak
Rudi Samuel Bundziak (Puerto Iguazú, Provincia de Misiones, 9 de octubre de 1996) es un piloto argentino de automovilismo de velocidad. Iniciado en el ámbito del karting, debutó profesionalmente en el año 2014, compitiendo en la Fórmula Renault Argentina, categoría de la que se terminó proclamando campeón en 2016.
Su carrera continuó en categorías de turismos, destacándose por sus participaciones en el Turismo Nacional, el TC2000 Series y la Clase 3 del Turismo Pista.
En 2020 hizo su presentación en las categorías de la Asociación Corredores de Turismo Carretera, debutando en la divisional TC Mouras al comando de un Ford Falcon del equipo Quilmes Plas Racing. Finalmente, en 2022 concretó su debut en la categoría TC Pick Up, al comando de una Ford Ranger del equipo Coiro Dole Racing, mientras que en el TC Mouras además de cambiar de marca, se proclamó campeón de la divisional al comando de un Chevrolet Chevy, también atendido por el equipo Dole Racing. Con este campeonato, Bundziak obtuvo para la temporada 2023 el ascenso a la divisional TC Pista y el pase directo al Turismo Carretera para la temporada 2024.

## Resumen deportivo
| Temporada | Categoría                    | Equipo              | Coche               | Carreras    | Victorias   | Podios      | Poles       | VR          | Puntos      | Pos.        |             |
| --------- | ---------------------------- | ------------------- | ------------------- | ----------- | ----------- | ----------- | ----------- | ----------- | ----------- | ----------- | ----------- |
| 2014      | Fórmula Renault Argentina    | Werner Competición  | Tito 02-Renault     | 7           | 0           | 0           | 0           | 0           | 4.00        | 24.º        |             |
| 2015      | Fórmula Renault Argentina    | Werner Competición  | Tito 02-Renault     | 24          | 0           | 3           | 0           | 0           | 96.00       | 7.º         |             |
| 2016      | Fórmula Renault Argentina    | Litoral Group       | Tito 02-Renault     | 22          | 6           | 13          | 4           | 4           | 420.00      | 1.º         |             |
| 2016      | Clase 2 del Turismo Nacional | JCB Motorsport      | Chevrolet Corsa     | 1           | 0           | 0           | 0           | 0           | 2.00        | 47.º        |             |
| 2017      | TC 2000                      | Litoral Group       | Fiat Linea          | 13          | 0           | 0           | 2           | 0           | 46.50       | 22.º        |             |
| 2018      | Clase 2 del Turismo Nacional | DG Motorsport       | Ford Fiesta KD      | 2           | 0           | 0           | 0           | 0           | 10.00       | 40.º        |             |
| 2018      | TC 2000                      | DTA Racing          | Peugeot 408         | 13          | 0           | 0           | 2           | 0           | 81.00       | 20.º        |             |
| 2019      | Clase 3 del Turismo Nacional | Belloso Competición | Citroën C4 Lounge   | 12          | 0           | 2           | 0           | 0           | 157.00      | 11.º        |             |
| 2019      | Clase 3 del Turismo Pista    | Febase Performance  | Chevrolet Onix      | 1           | 0           | 0           | 0           | 0           | 7.50        | 43.º        |             |
| 2019      | Clase 3 del Turismo Pista    | Febase Performance  | Nissan March        | 1           | 0           | 0           | 0           | 0           | 7.50        | 43.º        |             |
| 2020      | TC Mouras                    | Quilmes Plas Racing | Ford Falcon         | 6           | 0           | 0           | 0           | 0           | 164.75      | 18.º        |             |
| 2020      | Clase 3 del Turismo Nacional | Belloso Competición | Citroën C4 Lounge   | 2           | 0           | 0           | 0           | 0           | 0.00        | 43.º        |             |
| 2020      | Clase 3 del Turismo Pista    | Febase Performance  | Nissan March        | 10          | 1           | 2           | 1           | 0           | 106.00      | 7.º         |             |
| 2021      | TC Mouras                    | Quilmes Plas Racing | Ford Falcon         | 15          | 1           | 3           | 1           | 1           | 458.25      | 5.º         |             |
| 2021      | Clase 3 del Turismo Pista    | Febase Performance  | Nissan March        | 3           | 0           | 0           | 0           | 0           | 6.00        | 44.º        |             |
| 2022      | TC Mouras                    | Coiro Dole Racing   | Chevrolet Chevy     | 16          | 3           | 8           | 3           | 3           | 765.00      | 1.º         |             |
| 2022      | Clase 3 del Turismo Nacional | Coiro Dole Racing   | Toyota Corolla E210 | 1           | 0           | 0           | 0           | 0           | 3.00        | 51.º        |             |
| 2022      | TC Pick Up                   | Coiro Dole Racing   | Ford Ranger         | 5           | 0           | 0           | 0           | 0           | 58.00       | 42.º        |             |
| 2023      | TC Pista                     | Coiro Dole Racing   | Chevrolet Chevy     | Por definir | Por definir | Por definir | Por definir | Por definir | Por definir | Por definir | Por definir |
| Fuente:   | [ 10 ]                       | [ 10 ]              | [ 10 ]              | [ 10 ]      | [ 10 ]      | [ 10 ]      | [ 10 ]      | [ 10 ]      | [ 10 ]      | [ 10 ]      |             |

## Palmarés
| Título  | Categoría                     | Automóvil       | Año  |
| ------- | ----------------------------- | --------------- | ---- |
| Campeón | Fórmula Renault 2.0 Argentina | Tito 02-Renault | 2016 |
| Campeón | TC Mouras                     | Chevrolet Chevy | 2022 |